# Heroes of the Pacific
Heroes of the Pacific ist ein Computerspiel für Xbox, Playstation 2 und Windows, welches vom Pazifikkrieg handelt.

## Inhalt
Der Spieler schlüpft in die Rolle des United-States-Navy-Piloten William Crowe. Dieser nimmt an allen großen Schlachten der USA im Pazifikkrieg teil.
Im Menü kann zwischen Kampagne, Schnellstart, Missionen, Flugausbildung, Multiplayer, Historisch und den Spieloptionen ausgewählt werden. Es können zwei Spieler gegeneinander antreten. Mit einem Netzwerkadapter oder Mehrspieleradapter für die Playstation 2 oder über Xbox Live können bis zu acht Spieler gegeneinander antreten. Der Spieler wählt zwischen den Steuerungsarten Arcade und Professionell. Es stehen die Schwierigkeitsgrade Rekrut, Pilot, Veteran und Ass zur Auswahl. Durch einen hohen Schwierigkeitsgrad und durch das Erfüllen von Nebenaufgaben in den Hauptmissionen können Aufrüstungspunkte erzielt werden, welche zur Aufrüstung und Modernisierung der Flugzeuge verwendet werden.

## Missionen
- Kampagne bzw. Einzelmissionen (hier sind zehn Kriegsschauplätze im Pazifik mit insgesamt 26 Missionen vorhanden):

Pearl Harbor (1 Mission); Wake Island (3 Missionen); Marshall Islands (2 Missionen); Coral Sea (2 Missionen); Midway (4 Missionen); Guadalcanal (3 Missionen); Gilbert Islands (2 Missionen); Marianas (2 Missionen); Philippines (4 Missionen); Iwo Jima (3 Missionen)
- Flugausbildung: Fliegen lernen, Fortgeschrittener Flug und Kampf, Flügelmanntraining, Sturzkampftraining und Torpedotraining

- Historisch (fünf Spezialmissionen, die eng an reale Kriegsgeschehnisse angelehnt sind und erst im Kampagnenmodus freigespielt werden müssen): Gegen jede Chance, Flug der Avanger, Kettenblitz, Zeros über Rabaul  und Flucht über Rabaul

## Flugzeuge
Es gibt vier verschiedene Flugzeugtypen: Jäger, Sturzkampfbomber, Torpedobomber und Bomber. Nach erfolgreichem Abschluss der Kampagne stehen auch die japanischen Flugzeuge zur Verfügung.

### Flugzeuge der Amerikaner
Jäger
| - Warhawk - Wildcat - Corsair - Lightning - Hellcat - Bearcat - Seafire | - Yak - Thunderbolt - Tempest - Mustang - Black Widow - Shooting Star |

Sturzkampfbomber
- Douglas SBD

Torpedobomber
- Devastator
- Avenger

Bomber
- Catalina
- Marauder
- B-25 Mitchell

### Flugzeuge der Achsenmächte
Jäger
| - Zero - Pete - Zero Rufe - Raiden Jack - Hien Tony - Randy | - Me 262 - Frank - Shinden - Focke-Wulf 190 - P215 |

Sturzkampfbomber
- Val
- Susei (Judy)

Torpedobomber
- B5N Kate
- B6N Jill

Bomber
- Betty
- Emily